# Riku-Petteri Lehtonen
Riku-Petteri Lehtonen (* 19. Januar 1971 in Turku) ist ein finnischer Eishockeytrainer und ehemaliger Profispieler, der als Verteidiger agierte. Er ist seit 2019 Cheftrainer der Rødovre Mighty Bulls  in der Metal Ligaen.

## Spielerlaufbahn
Lehtonen entstammt der Jugendabteilung des Klubs TPS, für dessen Männermannschaft er in der Saison 1995/96 erste Einsätze in der ersten finnischen Liga absolvierte und Vizemeister wurde. In der Folgesaison avancierte er zum Stammspieler und gewann mit TPS die European Hockey League sowie wurde in der heimischen Liga erneut Zweiter. In der Spielzeit 97/98 trug er zum Sieg im europäischen Supercup bei und wechselte im Anschluss an die Saison zu einem anderen Liiga-Vertreter, Espoo Blues, wo er zwei Jahre verbrachte.
2000 nahm er ein Angebot der Moskitos Essen an und wechselte in die Deutsche Eishockey Liga (DEL). Für Essen absolvierte er insgesamt 83 DEL-Partien, ehe es ihn nach Finnland zurückzog: Im Laufe der Saison 2001/02 unterschrieb er bei HIFK. 2003 zog er zu SaiPa weiter und machte später einen kurzen Abstecher nach Schweden zu Leksands IF.
2004 unterschrieb Lehtonen bei den HC Milano Vipers und sollte dort drei titelreiche Jahre verbringen. Mit der Mailänder Mannschaft gewann er in den Spielzeiten 2004/05 sowie 2005/06 jeweils das „Double“ aus italienischer Meisterschaft und Pokalsieg, in seiner dritten und letzten Saison in Mailand (2006/07) gewann er mit den Vipers den italienischen Supercup. Anschließend beendete er seine Spielerkarriere.

## Trainerlaufbahn
Lehtonen stieß 2007 zum Trainerstab seines Heimatvereins TPS hinzu und arbeitete zunächst in der Nachwuchsabteilung, ehe er in der Saison 2008/09 zum Assistenztrainer von TPS’ Profimannschaft in der ersten finnischen Liga berufen wurde. In der Saison 2010/11 übernahm er nach der Trennung des Vereins von Heikki Leime vorübergehend das Amt des Cheftrainers.
Von Mai 2011 bis März 2013 arbeitete er als Co-Trainer bei den Pelicans Lahti und kehrte dann zu TPS zurück, wo er dieselbe Position bis November 2014 bekleidete.
Im Juni 2015 wurde er vom Südtiroler Verein Ritten Sport aus der Serie A als Cheftrainer verpflichtet. Dort arbeitete er mit Sportdirektor Adolf Insam zusammen, unter dem er während seiner Zeit in Mailand gespielt hatte. Lehtonen führte die Buam in seiner Amtszeit 2016, 2017, 2018 und 2019 zum Gewinn der italienischen Meisterschaft, 2017, 2018 und 2019 zum Sieg im italienischen Supercup sowie 2017 zum Gewinn der länderübergreifenden Meisterschaft AHL. Im April 2019 wurde er als neuer Cheftrainer der dänischen Mannschaft Rødovre Mighty Bulls vorgestellt.

## Erfolge und Auszeichnungen
- 1997 Gewinn der European Hockey League mit TPS
- 1997 Gewinn des IIHF-Super-Cups mit TPS
- 2005 Italienischer Meister mit dem HC Milano Vipers
- 2006 Italienischer Meister mit dem HC Milano Vipers
- 2016, 2017, 2018, 2019 Italienischer Meister mit Ritten Sport (als Cheftrainer)
- 2017, 2018 und 2019 Sieg im italienischen Supercup mit Ritten Sport (als Cheftrainer)
- 2017 Meister der AHL (als Cheftrainer)